# Marek Malík
Marek Malík, född 24 juni 1975 i Ostrava, är en tjeckisk före detta professionell ishockeyspelare. Han har tidigare spelat för Hartford Whalers, Carolina Hurricanes, Vancouver Canucks, New York Rangers och Tampa Bay Lightning i NHL. Han har även representerat Tjeckiens landslag flera gånger, bland annat i OS 2006 där man lyckades ta brons.
I NHL-draften 1993 blev han draftad i tredje rundan, som nummer 72 totalt, av Hartford Whalers.

## Klubbar
- HC Vítkovice Steel Moderklubb–1994, 1998, 2004–2005, 2009, 2010–2013
- Hartford Whalers 1994–1997
- Springfield Falcons 1994–1997
- Malmö Redhawks 1997–1998
- Beast of New Haven 1998–1999
- Carolina Hurricanes 1998–2002
- Vancouver Canucks 2002–2004
- New York Rangers 2005–2008
- Tampa Bay Lightning 2008–2009
- Genève-Servette HC 2009–2010
- HC TWK Innsbruck 2013–2014

## Statistik

### Klubbkarriär
| 1993–94 | HC Vítkovice        | Extraliga  | 41  | 3  | 4   | 7   | 0   | —  | — | — | —  | —  |
| 1994–95 | Hartford Whalers    | NHL        | 1   | 0  | 1   | 1   | 0   | —  | — | — | —  | —  |
| 1994–95 | Springfield Falcons | AHL        | 58  | 11 | 30  | 41  | 91  | —  | — | — | —  | —  |
| 1995–96 | Springfield Falcons | AHL        | 68  | 8  | 14  | 22  | 135 | 8  | 1 | 3 | 4  | 20 |
| 1995–96 | Hartford Whalers    | NHL        | 7   | 0  | 0   | 0   | 4   | —  | — | — | —  | —  |
| 1996–97 | Springfield Falcons | AHL        | 3   | 0  | 3   | 3   | 4   | —  | — | — | —  | —  |
| 1996–97 | Hartford Whalers    | NHL        | 47  | 1  | 5   | 6   | 50  | —  | — | — | —  | —  |
| 1997–98 | Malmö Redhawks      | Elitserien | 37  | 1  | 5   | 6   | 21  | —  | — | — | —  | —  |
| 1998–99 | Beast of New Haven  | AHL        | 21  | 2  | 8   | 10  | 28  | —  | — | — | —  | —  |
| 1998–99 | HC Vítkovice        | Extraliga  | 1   | 1  | 0   | 1   | 6   | —  | — | — | —  | —  |
| 1998–99 | Carolina Hurricanes | NHL        | 52  | 2  | 9   | 11  | 36  | 4  | 0 | 0 | 0  | 4  |
| 1999–00 | Carolina Hurricanes | NHL        | 57  | 4  | 10  | 14  | 63  | —  | — | — | —  | —  |
| 2000–01 | Carolina Hurricanes | NHL        | 61  | 6  | 14  | 20  | 34  | 3  | 0 | 0 | 0  | 6  |
| 2001–02 | Carolina Hurricanes | NHL        | 82  | 4  | 19  | 23  | 88  | 23 | 0 | 3 | 3  | 18 |
| 2002–03 | Carolina Hurricanes | NHL        | 10  | 0  | 2   | 2   | 16  | —  | — | — | —  | —  |
| 2002–03 | Vancouver Canucks   | NHL        | 69  | 7  | 11  | 18  | 52  | 14 | 1 | 1 | 2  | 10 |
| 2003–04 | Vancouver Canucks   | NHL        | 78  | 3  | 16  | 19  | 45  | 7  | 0 | 0 | 0  | 10 |
| 2004–05 | HC Vítkovice Steel  | Extraliga  | 42  | 1  | 9   | 10  | 50  | 7  | 0 | 0 | 0  | 37 |
| 2005–06 | New York Rangers    | NHL        | 74  | 2  | 16  | 18  | 78  | 4  | 0 | 1 | 1  | 6  |
| 2006–07 | New York Rangers    | NHL        | 69  | 2  | 19  | 21  | 70  | 10 | 1 | 3 | 4  | 10 |
| 2007–08 | New York Rangers    | NHL        | 42  | 2  | 8   | 10  | 48  | —  | — | — | —  | —  |
| 2008–09 | Tampa Bay Lightning | NHL        | 42  | 0  | 5   | 5   | 36  | —  | — | — | —  | —  |
| 2009–10 | HC Vítkovice        | Extraliga  | 8   | 0  | 4   | 4   | 6   | —  | — | — | —  | —  |
| 2009–10 | Genève-Servette HC  | NLA        | 25  | 0  | 4   | 4   | 10  | 20 | 2 | 7 | 9  | 12 |
| 2010–11 | HC Vítkovice        | Extraliga  | 47  | 5  | 24  | 29  | 134 | 14 | 1 | 4 | 5  | 6  |
| 2011–12 | HC Vítkovice        | Extraliga  | 48  | 2  | 14  | 16  | 155 | —  | — | — | —  | —  |
| 2012–13 | HC Vítkovice        | Extraliga  | 49  | 1  | 16  | 17  | 91  | 9  | 0 | 0 | 0  | 54 |
| 2013–14 | HC Innsbruck        | EBEL       | 47  | 4  | 14  | 18  | 48  | —  | — | — | —  | —  |
|         | NHL totalt          |            | 691 | 33 | 135 | 168 | 620 | 65 | 2 | 8 | 10 | 64 |